# A'Lelia Walker
A'Lelia Walker (nascida Lelia McWilliams; Vicksburg, 6 de junho de 1885 – 17 de agosto de 1931) foi uma empresária e patrona das artes americana. Ela foi a única filha sobrevivente de Madam C. J. Walker, popularmente creditada como a primeira milionária self-made nos Estados Unidos e uma das primeiras milionárias afro-americanas.

## Biografia

### Início da vida
A'Lelia Walker nasceu como Lelia McWilliams em Vicksburg, Mississippi, em 1885, filha de Moses e Sarah (nascida Breedlove) McWilliams. Seu pai morreu quando ela tinha 2 anos. Sua mãe se casou com John Davis em 1894 e se divorciou em 1903. Em 1906, sua mãe se casou com Charles Joseph Walker, vendedor de publicidade em jornais, e se tornou cabeleireira e varejista de cremes cosméticos. A'Lelia cresceu em St. Louis, Missouri e frequentou Knoxville College, no Tennessee, antes de ingressar nos negócios da família.

### Carreira

#### Madam C. J. Walker Manufacturing Company
A'Lelia Walker tornou-se presidente da empresa de sua mãe em 1919 e permaneceu nessa posição até sua morte em agosto de 1931. Ela iniciou uma série de campanhas de marketing para promover a empresa, incluindo uma competição entre ministros proeminentes por uma Viagem à Terra Santa em 1924 e permaneceu o rosto da Walker Company após a morte de sua mãe, mas a operação diária foi supervisionada pelo advogado F. B. Ransom e pela gerente de fábrica Alice Kelly na sede de Indianápolis. Durante a década de 1920, A'Lelia Walker mergulhou na dinâmica vida social do Harlem como patrona de artes e anfitriã de algumas das reuniões sociais mais notáveis da época.
As vendas da Walker Company começaram a sofrer em 1929, com o início da Grande Depressão. O aumento das despesas associadas a uma nova sede e fábrica de um milhão de dólares, inaugurada no final de 1927 em Indianápolis, Indiana, pressionou financeiramente a operação e A'Lelia foi forçada a vender grande parte de suas valiosas artes e antiguidades. Sua filha adotiva, Mae Walker, foi presidente da empresa desde 1931 até sua morte em 1945. A filha de Mae, A'Lelia Mae Perry Bundles (1928–1976), sucedeu sua mãe como presidente da companhia. Hoje, o prédio da empresa é conhecido como Madam Walker Theatre Center e é um marco histórico nacional.

#### Patrona de artes
A'Lelia Walker contou entre seus amigos muitos músicos afro-americanos talentosos. Ela desenvolveu um amor precoce pela música clássica e pela ópera, em parte porque o diretor de coral da igreja AME em que ela e sua mãe frequentavam em St. Louis era um cantor de ópera e organista com formação clássica. Ela cresceu no bairro onde Scott Joplin e outros músicos de ragtime se reuniram no Rosebud Cafe, de Tom Turpin, na St. Louis's Market Streett.
Durante a década de 1920, ela recebeu muitos músicos, atores, escritores, artistas, figuras políticas e socialites em sua casa na 108-110 West 136th Street, perto da Lenox Avenue. O elegante edifício de tijolos e calcário foi projetado por Vertner Tandy, fundador da fraternidade Alpha Phi Alpha e o primeiro arquiteto negro licenciado no Estado de Nova Iorque. Quase desde a sua chegada ao Harlem em 1913, seus jantares, danças e saraus incluíam figuras conhecidas do Harlem como James Reese Europe, J. Rosamond Johnson, Bert Williams e Florence Mills. A música ao vivo do clássico e do ragtime ao jazz e blues era uma característica regular do entretenimento oferecido por seus amigos músicos.
Em outubro de 1927, ela converteu um andar da casa em The Dark Tower, um salão cultural que se tornou lendário como um dos locais de reunião da época, um lugar onde os talentosos artistas do Harlem socializavam com seus colegas de Greenwich Village, além da realeza europeia e africana. Ela contratou o designer austríaco Paul Frankl para criar o interior. Ela também se divertiu em Villa Lewaro, sua casa de campo no Condado de Westchester e em seu pied-a-terre na 80 Edgecombe Avenue, no Harlem.

## Vida pessoal
Walker foi casada três vezes: com John Robinson, um garçom de hotel, de quem ela se separou por volta de 1911 e de quem se divorciou em 1914; com Dr. Wiley Wilson em 1919; e com Dr. James Arthur Kennedy, em 1926, de quem se divorciou poucos meses antes de sua morte em 1931. Sua filha adotiva era Fairy Mae Bryant, nascida em novembro de 1898, que ficou órfã e foi adotada em 1912. Ela era conhecida como Mae Walker e viajou com Madam C. J. Walker como modelo e assistente. Em novembro de 1923, A'Lelia Walker orquestrou um elaborado "Casamento de Milhão de Dólares" (na verdade, perto de 40.000 dólares) para o casamento de Mae com o Dr. Gordon Jackson. Mae Walker, uma graduada do Spelman College em Atlanta, divorciou-se de Jackson em 1926 e casou-se com o advogado Marion R. Perry em setembro de 1927.

## Legado
A'Lelia Walker morreu em 17 de agosto de 1931 de uma hemorragia cerebral causada pela hipertensão, a mesma doença que levou à morte de sua mãe em 1919. Ela estava cercada por amigos que viajaram para Long Branch, Nova Jérsei, para comemorar uma festa de aniversário com lagosta e champanhe no meio da Grande Depressão e Proibição. Milhares de harlemitas fizeram fila para ver seu corpo. Ela foi elogiada pelo reverendo Adam Clayton Powell Sr. na funerária da Sétima Avenida. Mary McLeod Bethune também falou no funeral. Quando seu caixão foi abaixado no chão ao lado do túmulo de sua mãe no cemitério Woodlawn no Bronx, Hubert Julian, o célebre "Águia Negra", voou em um pequeno avião e jogou dálias e gladíolos no local. Villa Lewaro foi nomeado para Walker (Lelia Walker Robinson) após tenor italiano Enrico Caruso disse a ela depois de uma visita à propriedade que a recém-construída mansão Irvington-on-Hudson lembrou-lhe das casas de seu país natal.

### Madam Walker Urban Life Center
A Madam C. J. Walker Company mudou-se do prédio em 1985 e os administradores da propriedade Walker transferiram o prédio para um grupo sem fins lucrativos chamado Madam Walker Urban Life Center. Hoje, as casas construção de uma organização de artes culturais, é a âncora da Avenida Cultural District Indiana e é conhecido como o Legacy Centro Senhora Walker. A partir de 2020, seu atual presidente é Judith Thomas.